# Serie de duración limitada
En la programación televisiva, una serie de duración limitada (o simplemente serie limitada) es un programa con fecha de finalización y límite en el número de episodios. Por ejemplo, la definición de la Academia de Artes y Ciencias de la Televisión específica un «programa con dos o más episodios con una duración total de al menos 150 minutos de programación que cuenta una historia completa, no recurrente, y no tiene una historia y/o personajes principales de temporadas posteriores». Las series de duración limitada están representadas en forma de telenovelas en Latinoamérica y seriales en el Reino Unido.
Las formas más cortas de series de duración limitada tienen dos o tres partes, generalmente descritas como «películas hechas para televisión» o miniseries en los Estados Unidos. Las formas más largas suelen ser programas de telerrealidad o dramas con guion.

## Parámetros
Algunas series limitadas no tienen personajes principales recurrentes entre temporadas o una historia que se extiende por temporadas. Las series con cinco episodios o menos por temporada—como la coproducción Sherlock de BBC/Masterpiece—también se consideran series limitadas debido a su corta duración, incluso si los personajes principales y las líneas argumentales migran entre temporadas. Las series con una duración limitada de ocho a doce episodios generalmente se ordenan para llenar los vacíos del canal de televisión a mitad de temporada.

## Clasificación
Las series limitadas tienen el potencial de renovarse sin un número requerido de episodios como un pedido típico por temporada. Under the Dome, Killer Women y Luther se comercializaron originalmente como series limitadas. Las historias individuales de temporada de series de antología como American Horror Story, Fargo y True Detective también se describen como «series limitadas», que los Premios Primetime Emmy han cambiado a su categoría de miniserie / serie limitada para acomodarlas.
Los actores pueden optar por participar en series de duración limitada porque sus fechas de inicio y finalización establecidas facilitan la programación de otros proyectos.

## Historia
En 2015, la Academia de Artes y Ciencias de la Televisión cambió sus pautas sobre cómo se clasifican los nominados al Emmy, y los programas con una duración limitada se empezaron a denominar como «series limitadas» en lugar de «miniseries». Esta es una reversión a 1974, cuando la categoría se denominó «serie limitada excepcional». Se cambió a «miniserie destacada» en 1986 y luego se agregó a la categoría «películas hechas para televisión» en 2011. Las miniseries volvieron a aparecer en 2014, como series limitadas con Olive Kitteridge de HBO, Texas Rising de History, The Honorable Woman de IFC y Wolf Hall de PBS, así como películas para televisión como Bessie de HBO y Killing Jesus de National Geographic.